# 유럽투자기금
유럽투자기금(European Investment Fund, EIF)은 1994년 설립된 단체로, 중소기업(SME)에 대한 금융 제공을 위한 금융기관으로 룩셈부르크 룩셈부르크시에 본사를 두고 있다. 유럽 투자은행 그룹(European Investment Bank Group)에 소속되어 있다.
중소기업에 직접 돈을 빌려주지는 않는다. 오히려 민간 은행과 자금을 통해 금융을 제공한다. 주요 업무는 벤처캐피탈과 대출보증 분야이다. 주주는 다음과 같다: 유럽 투자 은행(62%); 유럽연합(European Commission)이 대표하는 유럽연합(29%); 30개 금융기관(9%).
유럽 투자은행 그룹은 벤처 캐피털 펀드, 기술 이전, 비즈니스 관점, 민간 부문 자산(인프라 펀드) 전반 등 유럽 투자 펀드를 통해 보다 광범위하고 창의적이며 친환경적인 생태계의 개발을 지원할 수 있다.
2015년부터 유럽투자기금이 관리하는 EaSI 보증 도구(고용 및 사회 혁신을 위한 EU 프로그램)는 유럽 전역에 2억 8천만 유로 이상의 보증을 제공했으며 영세 기업과 사회적 기업에 30억 유로 이상의 자금을 제공할 것으로 예상된다. 향후 몇 년 동안 EIF는 저탄소 경제로의 전환으로 큰 영향을 받는 지역에서 이러한 유형의 최종 수혜자에게 지원을 계속 제공할 계획이다.
EIF는 EIF의 최선의 이익을 위해 독립적으로 행동하는 CEO에 의해 관리된다. 2023년 1월 1일 기준 최고 경영자는 마주트 포크스테트(Marjut Falkstedt)이다.